# Liste des princesses de Soubise
Au sein de la noblesse française, le titre de « princesse de Soubise » est attribué à l'épouse du prince. Le titre fut créé en 1667 lorsque la seigneurie de Soubise a été élevée au rang de principauté. La première princesse fut Anne de Rohan-Chabot. Il y eut six princesses en tout, la dernière étant Victoria de Hesse-Rotenbourg, qui était mariée au dernier prince, Charles de Rohan-Soubise.

## Princesses de Soubise (1667-1787)
| Portrait | Nom (dates)                                         | Époux | Titres | Éléments biographiques |
| -------- | --------------------------------------------------- | --- | --- | --- |
|          | Anne de Rohan-Chabot (1648-1709)                    | - François de Rohan-Soubise (mariage en 1663)                                                                 | - Dame de Soubise (de plein droit, 1663-1667) - Princesse de Soubise (1667-1709)                                                                  | - Princesse de la maison de Rohan-Chabot. Fille d'Henri de Chabot et de Marguerite de Rohan. - Mère d'Hercule-Mériadec de Rohan-Soubise et d'Armand-Gaston-Maximilien de Rohan.               |
|          | Anne-Geneviève de Lévis(1673-1727)                  | - Louis-Charles de La Tour d'Auvergne (mariage en 1691) - Hercule-Mériadec de Rohan-Soubise (mariage en 1694) | - Princesse de Turenne (1691-1692) - Princesse de Maubuisson (1694-1712) - Duchesse de Rohan-Rohan (1712-1727) - Princesse de Soubise (1712-1714) | - Princesse de la maison de Lévis. Fille de Louis-Charles de Lévis et de Charlotte de La Motte-Houdancourt. - Mère de Jules de Rohan, de Marie-Isabelle de Rohan et de Louise de Rohan.       |
|          | Anne-Julie-Adélaïde de Melun (1698-1724)            | - Jules de Rohan (mariage en 1714)                                                                            | - Princesse de Soubise (1714-1724) | - Princesse de la maison de Melun. Fille de Louis Ier de Melun et d'Élisabeth-Thérèse de Lorraine. - Mère de Charles de Rohan-Soubise, d'Armand de Rohan-Soubise et de Marie-Louise de Rohan. |
|          | Anne-Marie-Louise de La Tour d'Auvergne (1722-1739) | - Charles de Rohan-Soubise (mariage en 1734)                                                                  | - Princesse de Soubise et d'Epinoy (1734-1739) | - Princesse de la maison de La Tour d'Auvergne. Fille d'Emmanuel-Théodose de La Tour d'Auvergne et d'Anne-Marie-Christiane de Simiane. - Mère de Charlotte de Rohan.                          |
|          | Anne-Thérèse de Savoie-Carignan (1717-1745)         | - Charles de Rohan-Soubise (mariage en 1741)                                                                  | - Princesse de Soubise (1741-1745) - Princesse d'Epinoy (1742-1745)                                                                               | - Princesse de la maison de Savoie-Carignan. Fille de Victor-Amédée Ier de Savoie-Carignan et de Marie-Victoire de Savoie. - Mère de Victoire de Rohan.                                       |
|          | Victoria de Hesse-Rotenbourg (1728-1792)            | - Charles de Rohan-Soubise (mariage en 1745)                                                                  | - Princesse de Soubise et d'Epinoy (1745-1787) - Duchesse de Rohan-Rohan (1749-1787)                                                              | - Princesse de la maison de Hesse. Fille de Joseph de Hesse-Rotenbourg et de Christine de Salm.                                                                                               |